# Liturgisches Buch

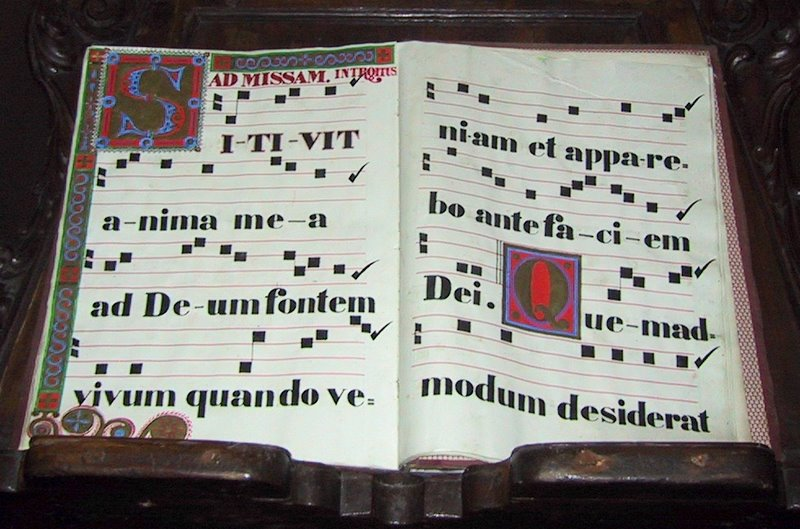
Manuskript des Introitus der Messe (Florenz, Italien).

Als Liturgisches Buch wird ein Buch bezeichnet, das durch die kirchliche Autorität einer christlichen Konfession für die Verwendung im Gottesdienst (Liturgie) herausgegeben wurde. Es enthält je nach Art des liturgischen Buches (siehe hierzu Liste der liturgischen Bücher) Texte der Heiligen Schrift, Gebete, Gesänge und Anweisungen für den Vollzug des Gottesdienstes (Rubriken).